# کویوآکان
کویوآکان (US: ‎/ˌkɔɪoʊəˈkɑːn/‎ KOY-oh-ə-KAHN, اسپانیایی: [koʝoaˈkan] (),  Otomi: Ndemiñ'yo) یکی از بخش‌های شانزده‌گانه در منطقه فدرال مکزیکو سیتی است که در حال حاضر یک منطقه و مرکز تاریخی محسوب می‌شود و در کشور مکزیک واقع شده‌است.

## خصوصیات
کویوآکان ۵۴٫۱۲ کیلومتر مربع مساحت و ۶۲۰٬۴۱۶ نفر جمعیت دارد و ۲٬۲۵۶ متر بالاتر از سطح دریا واقع شده‌است.

## خواهرخوانده
شهر شهرستان آرلینگتون، ویرجینیا خواهرخواندهٔ کویوآکان است.